# Charles Marshall
Ne doit pas être confondu avec Charles A. Marshall.
Charles Marshall, né le 3 octobre 1830 à Warrenton en Virginie et mort le 19 avril 1902 à Baltimore dans le Maryland, est un avocat et militaire américain. Au début de la guerre de Sécession, il s'engage dans l'armée confédérée. Marshall sert alors comme aide de camp, adjudant général adjoint et secrétaire militaire du général Robert E. Lee et joue un rôle majeur dans la reddition de ce dernier à Appomattox, en avril 1865. Il travaille ensuite à l'établissement de la "cause perdue" et de monuments à ses anciens camarades.

## Jeunesse et famille
Marshall voit le jour le 3 octobre 1830 à Warrenton, en Virginie, d'Alexander John Marshall (1803-1882) et de sa première épouse, l'ancienne Maria Rose Taylor (1808-1844). Parent éloigné du juge en chef John Marshall, Charles Marshall est également cousin du général George C. Marshall de la Seconde Guerre mondiale. Sa sœur Catherine Taylor Marshall (1832-1866) épousera Fendall Dade Marbury du comté de Prince George, Maryland. Il reçoit une éducation privée à la Richard M. Smith School et à la Warren Green Academy (toutes deux à Warrenton) avant d'entrer à l'Université de Virginie à Charlottesville. Il est diplômé d'un Master avec les grands honneurs en 1848. En décembre 1856, Charles Marshall épouse Emily Andrews, fille du colonel Timothy Patrick Andrews, héros de la guerre mexicaine, et sœur de Richard Snowden Andrews. Marshall et sa femme ont une fille : Emily Andrews Marshall, décédée en 1858. Marshall se remarie en décembre 1866 avec Sara Rebecca Nicholls Snowden, fille du colonel Thomas Snowden. Ils ont cinq fils, dont l'avocat Hudson Snowden Marshall et une fille, Emily Rosalie Snowden dont le mari est le juge Somerville Pinkney Tuck. 

## Début de carrière
Il enseigne les mathématiques en tant que professeur à l'Université de l'Indiana de 1850 à 1852. De retour en Virginie, Marshall a étudié le droit. En 1853, il s'installe à Baltimore, dans le Maryland , où il est admis au barreau et commence à exercer au cabinet d'avocats William Schley. En 1860, lui et sa femme vivent avec son beau-père et beau-frère architecte d'origine irlandaise et sa famille dans une grande maison qui employait six domestiques blancs mais pas d'esclaves. 

## Guerre de Sécession
Pour un article plus général, voir Guerre de Sécession.
En 1861, la guerre de Sécession éclate et, en tant que virginien, il choisit les États confédérés d'Amérique. Le 21 mars 1862, le général Robert E. Lee, un ami de longue date de la famille, nomme Marshall à son état-major personnel avec le grade de capitaine. Marshall devient son aide de camp et est présent avec Lee durant l'ensemble des batailles majeures de l'armée de Virginie du Nord . Il est ensuite promu major, lieutenant-colonel et colonel. Il est responsable de la rédaction des rapports après action de Lee pendant la guerre.
Marshall est le seul officier confédéré à accompagner Lee lors de sa reddition à la McLean House le 9 avril 1865 et rédige l'acceptation par Lee des conditions de reddition. Le lendemain, à la demande de Lee, il rédige l'ordre général n°9 plus connu sous le nom de « discours d'adieu de Lee » à destination de l'armée de Virginie du Nord.

## Après la guerre
Après la guerre, Marshall retourne dans l'État du Maryland, à Baltimore et a poursuit sa pratique juridique, devenant l'un des principaux avocats de la ville. Marshall prononce les discours d'inauguration des monuments à Lee à Richmond, en Virginie et à Ulysses S. Grant à New York.
Marshall décède à Baltimore, en 1902 d'un accident vasculaire cérébral et est enterré dans le cimetière Green Mount de la ville.

## Dans la culture

### Bibliograhie
- (en) Charles Marshall, An Aide-de-Camp of Lee: Being the Papers of Colonel Charles Marshall, Sometime Aide-de-Camp, Military Secretary, and Assistant Adjutant General of the Staff of Robert E. Lee 1862-1865, Boston, Little, Brown & Co, 1927
- (en) Frederick Maurice, An aide-de-camp of Lee, 1927

### Héritage
Henry B. Walthall a joué Marshall dans le film de 1930, Abraham Lincoln, réalisé par DW Griffith. Tim Ruddy a dépeint Marshall dans le film Gettysburg et John D. Bert a tenu le rôle dans le film connexe Gods and Generals. Marshall est un personnage secondaire du roman de science-fiction et d'histoire alternative de 1992, The Guns of the South de Harry Turtledove. Harris Katleman a joué Marshall dans The Rebel , épisode "Johnny Yuma at Appomattox".

## Sources
- (en) Cet article est partiellement ou en totalité issu de l’article de Wikipédia en anglais intitulé « Charles Marshall (American soldier) » (voir la liste des auteurs).